# Speed-Slalom
Im Speed-Slalom geht es darum eine Strecke mit einer bestimmten Anzahl von Hütchen (Cones) auf Inline-Skates oder Rollschuhen in einer möglichst kurzen Zeit zurückzulegen.

## Wettkämpfe
Es gibt verschiedene Arten von Wettkämpfen im Speed-Slalom hierbei spielt die Art der Zeitmessung, so wie die Distanz des Anlaufs eine Rolle. Entscheidend für die Platzierung ist die Zeit aber auch die Fehlerfreiheit des Fahrens, da Fehler (berührte oder nicht gefahrene Cones) mit Strafzeiten auf das Gesamtergebnis angerechnet werden.
Speed-Slalom im IFSA und WSSA Modus
Im Rahmen der zwei großen Dachverbände der „International Freestyle Skater Association (IFSA)“ und der „World Slalom Skater Accociation (WSSA)“ werden Speed-Slalom Wettbewerbe immer über eine Strecke von 20 Cones in einem Abstand von 80 cm und einer Anlaufstrecke von 12 m durchgeführt. Die Messungerfolgt hierbei ab Start des Anlaufes bis zur Überquerung eines „virtuellen“ 21 Cones also einer Messanlage die 80 cm hinter dem 20. Cone die Zeit misst. Zusätzlich zur Zeit wird für Fehler (berührte oder ausgelassene Cones) eine Strafzeit von 0,2 Sekunden auf das Gesamtergebnis angerechnet. Der Gewinner kann in zwei Verfahren ermittelt werden.
Zeitmessung
Hierzu hat jeder Fahrer eine variable vom Event abhängige Anzahl von Versuchen die beste Zeit im Speed-Slalom zu fahren. Der Fahrer mit der besten Zeit belegt den ersten Platz alle weiteren Fahrer werden der Zeit nach den Plätzen zugeordnet.
Speed-Slalom Battle
Im Battle treten immer zwei Teilnehmer gleichzeitig gegeneinander an. Gewinner einer Runde ist der Fahrer, der nach Addition der Fehlerzeiten die beste Zeit vorweisen kann. Es werden mehrere Runden gefahren bis einer der Teilnehmer zwei gewonnene Runden hat. Im Battle Modus wird für dem Gewinner der nächste Gegner im Rahmen eines regulären Ausscheidungsverfahrens zugewiesen bis zwei Fahrer überbleiben die dann das Finale bestreiten.

Speed Slalom mit Zeitmessung nur innerhalb der Cones
In verschiedenen weiteren Wettbewerben wird oft auch eine alternative Zeitmessung verwendet. Hierbei wird die Zeit zwischen Durchfahrt des ersten Cone bis zum letzten Cone als Zeitansatz genommen. Auch hier wird neben der Zeit auch eine Addition von Fehlersekunden genutzt um das Gesamtergebnis zu ermitteln. Anlauf und weitere Parameter variieren je nach Veranstalter. Unter anderem wird dieser Modus auf den jährlichen Wettbewerben in Monza gefahren.

## Vereine
- Gladbacher Roll- und Schlittschuh Club e.V. – Mönchengladbach
- Skateclub Bremen e.V. – Bremen